# Phoenix (film, 2014)
Pour les articles homonymes, voir Phénix (homonymie).
Pour plus de détails, voir Fiche technique et Distribution.
Phoenix est un film allemand réalisé par Christian Petzold, sorti en 2014.

## Synopsis
En Allemagne, à l'automne 1945. Nelly Lenz, une jeune femme juive, rentre à Berlin avec son amie Lene, qui la ramène chez elle après sa détention dans un camp de concentration. Si Nelly a échappé à la mort au camp, elle n'en a pas moins souffert de graves séquelles sur le corps et au visage. Une opération de reconstruction faciale lui permet de remédier à ses blessures, mais ses traits en sont transformés. Lene, qui travaille à l'Agence juive et qui fait tout son possible pour que Nelly aille mieux, entame des recherches dans les archives pour découvrir le sort des proches de Nelly. Elle découvre qu'aucun membre de sa famille n'a survécu.
À part Lene, personne ne sait que Nelly est encore en vie. Après avoir terminé les formalités d'héritage, Lene voudrait déménager en Palestine avec Nelly qui n'a pas l'intention de la suivre ; au lieu de cela, elle souhaite retrouver son mari Johnny. Comme Lene a appris que celui-ci était justement son dénonciateur et avait demandé le divorce un jour avant l'arrestation de son épouse, elle réprouve fortement cette idée.
Nelly ne croit pas Lene quand elle affirme que Johnny l'a livrée aux nazis et se met seule à la recherche de Johnny. Lorsqu'elle le retrouve dans la boîte de nuit du nom de Phoenix, Johnny ne la reconnaît pas, étant persuadé que son ex-épouse est morte. Il ne remarque en elle que sa troublante ressemblance avec la défunte. Cela l'amène à lui proposer un marché : elle jouera son propre rôle afin de récupérer l'héritage qui lui revient. Nelly accepte,.
Après avoir passé plusieurs jours avec Johnny, Nelly retourne à l'appartement qu'elle partage avec Lene. Ici, la gouvernante l'informe que Lene s'est suicidée, laissant derrière elle une lettre pour Nelly. Dans cette lettre, Lene apprend à Nelly que Johnny a divorcé d'elle la veille de son arrestation. Nelly admet alors enfin la trahison de Johnny.
Nelly garde cette information secrète et rencontre Johnny et leurs anciens amis à la gare comme prévu. Plus tard, dans la maison d'un des amis, Nelly invite le groupe à écouter son chant sur la chanson Speak Low (en), accompagné de Johnny au piano. Les paroles de la chanson évoquent directement le destin de leur couple et la déportation de Nelly. Pendant que Nelly chante, Johnny reconnaît sa voix et aperçoit le numéro tatoué sur son bras lorsqu'elle était prisonnière dans les camps de concentration. Nelly finit la chanson et s'en va.

## Fiche technique
- Réalisation : Christian Petzold
- Scénario : Christian Petzold, Harun Farocki d'après le roman Le Retour des cendres de Hubert Monteilhet
- Image : Hans Fromm
- Montage : Bettina Böhler
- Genre : Drame
- Dates de sortie :
  - 25 septembre 2014 ( Allemagne)
  - 8 octobre 2014 ( France - festival)
  - 28 janvier 2015 ( France - en salle)

## Distribution
- Nina Hoss (VF : Isabelle Gardien) : Nelly
- Ronald Zehrfeld (VF : Jean-Michel Fête) : Johannes (Johnny)
- Nina Kunzendorf (VF : Maryline Canto) : Lene Winter
- Michael Maertens (de) (VF : Christian Gonon) : le médecin
- Imogen Kogge (de) (VF : Élisabeth Commelin) : Elisabeth
- Kirsten Block (de)
- Uwe Preuss (de) : le propriétaire du club

Source et légende : version française (VF) sur le site d'AlterEgo (la société de doublage)

## Musique du film
La chanson Speak Low (en) tirée de la comédie musicale One Touch of Venus de Kurt Weill occupe une place centrale dans le film,.

## Contexte
L'intrigue du film se base sur le roman policier Le Retour des cendres (1961) d'Hubert Monteilhet et sur la nouvelle Ein Liebesversuch d'Alexander Kluge. De plus, le film Phoenix comporte les influences des films Sueurs froides d'Alfred Hitchcock et Les Yeux sans visage (1960) de Georges Franju. Il utilise le motif de l'homme qui veut façonner une femme à l'image de la défunte aimée et qui ne se rend compte que très tardivement que celle-ci est la véritable personne.
La photo que Johnny donne à Nelly pour qu'elle change son apparence afin de lui ressembler est un portrait de l'actrice Hedy Lamarr.
Le film est dédié à Fritz Bauer.

## Accueil

### Accueil critique
À propos du film, Christian Buß se montre élogieux dans le journal allemand Der Spiegel : « M. Petzold aborde les conséquences du génocide juif (...) dans Phoenix, un policier et mélodrame qui s'avère être à la fois bouleversant et très précis. Ainsi, le cinéma de genre classique acquiert la possibilité de repousser la rigide frontière du cinéma historique allemand. Il était temps. »
Dans le même journal, Der Spiegel, Georg Diez se montre critique : « Les Allemands habitent dans des trous et sont affamés, les Juifs sont logés dans des villas et ont une femme de ménage – aucun des membres de l'équipe de production n'a-t-il pensé qu'une représentation aussi insensée renvoyait justement à des préjugés qui ne font qu'exacerber la haine envers les Juifs ?… Quel genre de défenseur de la tolérance serait donc cette femme, qui ne s'effondre pas lorsque son amie Lene, qui a sauvé Nelly, s'est occupée d'elle, et voulait aller s'installer en Palestine avec elle, se suicide ? Quel message politico-historique veut-on ici faire passer au juste ?... Toutefois, ce que Phoenix réussit parfaitement à mettre en scène, c'est l'échec d'une compréhension personnelle de la politique : la tentative de Petzold de condenser toute l'horreur de ce crime sous une forme de pièce de théâtre et sa conception diffuse de l'histoire, réduite à une juxtaposition d'événements... »
Cristina Nord écrit dans le Tageszeitung que le film pose « sur le nazisme un regard dur, sans précautions envers les Allemands. Contrairement à de nombreux autres films historiques des dernières années, Petzold ne cherche pas à représenter des personnages allemands qui restent décents ou des récits de victimes d'après-guerre... La clarté avec laquelle le film Phoenix rejette la possibilité d'un amour entre un Allemand non-juif et une Allemande juive, montre à quel point nous ne pouvons pas fermer les crimes perpétrés par le nazisme. »
Selon Julia Dettke dans le journal Die Zeit : « Phoenix est un film fascinant, à l'esthétique parfaitement maîtrisée, qui met en scène deux actrices principales remarquables (Nina Kunzendord, en particulier, parvient largement à dépasser son rôle). Mais ce qui est ici plus marquant et plus singulier encore : c'est un film dans lequel rien n'est simple. Pas de solution évidente, pas d'opposition binaire. »
Dans le journal en ligne allemand Perlentaucher, Lukas Foerster s'exprime ainsi : « Exact jusqu'aux portes mêmes du camp, ce film est une réussite, cette œuvre de Petzold est aussi une réussite. Elle s'approche au plus près de la terreur fasciste et du génocide de l'époque. Le cinéma de Petzold ne porte pas sur la vie pendant les camps mais sur l'après. Autrement dit, il s'agit d'un cinéma qui interroge les possibilités mêmes de réaliser un film après l'existence des camps. »
Le journal marxiste Junge Welt formule l'opinion suivante : « Un film insensé, vide, pour un peuple misérable. »

## Distinctions

### Récompenses
- Prix FIPRESCI au Festival international du film de Saint-Sébastien[11]